# Ingelheimer Grund
Der Ingelheimer Grund, bis zum 14. Jahrhundert Ingelheimer Reich, war ein reichsunmittelbares Gebiet im heutigen Rheinhessen.

## Geografie
Der Ingelheimer Grund umfasste die Orte und Gemarkungen von
- Bubenheim
- Daxweiler
- Elsheim
- Frei-Weinheim
- Groß-Winternheim
- Nieder-Ingelheim
- Ober-Ingelheim
- Sauer-Schwabenheim
- Sporkenheim
- Wackernheim

Bis auf Daxweiler tragen alle diese Orte noch heute den Reichsadler im Stadtwappen.

## Rechte
Die Orte und Einwohner des Grundes genossen als des riches lude (des Reiches Leute) ungewöhnlich weitreichende Rechte und Freiheiten, wie z. B. die Rechte auf
- eigene Verwaltung,
- eigene Jurisdiktion,
- eigene Finanzverwaltung,
- freie Jagd und Fischerei,

aber auch die Pflichten zur Versorgung der Ingelheimer Kaiserpfalz und der Unterhaltung des Fährdienstes über den Rhein durch die Einwohner von Frei-Weinheim. Leibeigenschaft und Frondienste existierten nicht.
Die Einwohner verstanden es, diese Rechte, die denen der Reichsdörfer vergleichbar sind, über die Jahrhunderte zu behalten. Selbst dann noch, als der Grund de facto nicht mehr reichsunmittelbar war. Diese Freiheiten erloschen erst, als 1797 mit dem Frieden von Campo Formio die Gebiete westlich des Rheins an Frankreich fielen.

## Geschichte
Das Gebiet um Ingelheim mit obigen Orten war bereits zu fränkischer Zeit Krongut und als solches reichsunmittelbar.
Der aus dem Ministerialengeschlecht derer von Bolanden stammende Werner II. von Bolanden ist 1190 vom Kaiser als Vogt mit dem Ingelheimer Grund belehnt.

### Verpfändungen
Ludwig der Bayer verpfändet am 16. Januar 1315 erstmals Teile des Gebietes zusammen mit den Städten Oppenheim und Nierstein an den Mainzer Erzbischof Peter von Aspelt. Diese erste Verpfändung dauerte bis zum 10. Dezember 1353.
Am 24. Dezember 1356 verpfändet Kaiser Karl IV. gegen eine Barzahlung von 33.000 kleinen Florentiner Gulden die Hälfte des Einkommens aus dem Ingelheimer Grund an die Stadt Mainz. Vier Jahre darauf, am 3. September 1360, verpfändet er auch noch die ihm verbliebene Hälfte an den Oppenheimer Schultheiß Heinz zum Jungen.
1375 wurde der offensichtlich nicht mehr benötigte Ingelheimer Grund im Oberamt Oppenheim von Karl IV. an den Kurfürsten Ruprecht I. von der Pfalz auf dessen Lebzeiten verpfändet. Damit erlosch die Reichsunmittelbarkeit faktisch, denn kein Herrscher war danach mehr willens oder fähig, das Pfand auszulösen, so dass die Pfandschaft im westfälischen Frieden für unablösbar erklärt wurde.

### Wahrung der Rechte
Die Einwohner des Ingelheimer Grundes waren sehr darauf bedacht, ihre angestammten Rechte auch in den Zeiten zu wahren, da das Gebiet verpfändet war. In der Tat versuchten gerade die pfälzischen Kurfürsten oftmals, diese Rechte zu beschneiden. Diesen Versuchen war jedoch kein einziges Mal Erfolg beschieden. Sicher bezeugt ist die Bestätigung durch den römisch-deutschen König und späteren Kaiser Maximilians I. vom 12. Juni 1495 allen Gemeinden ihre Freiheiten, Privilegien, Briefe und Handfesten, die sie und ihre Vorfahren gehabt und besessen hätten zu lassen.
So kam es, dass die Einwohner des Grundes sich bei jedem Herrscherwechsel ihre Rechte und Freiheiten durch den neuen Kurfürsten bestätigen ließen, und dieser sich im Gegenzug von der Einwohnerschaft huldigen und die Treue schwören ließ.
Aus dem Jahre 1747 ist der Wortlaut einer solchen Bestätigung durch den damaligen Kurfürsten Carl Theodor erhalten geblieben:

„Von Gottes Gnaden Wir Carl Theodor Pfalzgrafen bei Rhein etc.
 Fügen hiermit jedermanniglich zu wissen demnach von römischen Kaisern und unseren in Gott ruhenden geehrtesten Vorfahren an der Chur der Ingelheimer Grund Oberamt Oppenheim, namentlich Ober- und Nieder-Ingelheim, Großwinternheim, Sauberschwabenheim, Bubenheim, Elsheim, Wackernheim und Frey-Weinheim mit besonderen Privilegien Freyheiten und Gnaden nach und nach begebet worden, welche, daß wir nach dem Antritt unserer Regierung gnädigst bestätigen möchten, Schultheiß, Schöffen und Gemeinden allda, uns unterthänigst gebetten, daß Wir dahero aus landes first Väterlicher Huld sothanes ihr untherthänigstes Bitten in gnaden willfahret, mithin deren selben unter alt und Jüngeren zeither genossen Privilegien Befreyhungen und Vorzüglichkeiten, so Viel deren im herbringen und deren geänderter Zeit Umstanden gemäß ist gnädigst confirmiert haben wie hernach folgt.“

Mit den Kriegen infolge der Französischen Revolution fand die Geschichte der Kurpfalz und damit auch des Ingelheimer Grunds ihr Ende: Mit dem Frieden von Campo Formio von 1797 bzw. dem Frieden von Lunéville von 1801 wurde das linke Rheinufer von Frankreich annektiert, nach dem Wiener Kongress kam das Gebiet 1816 an das Großherzogtum Hessen-Darmstadt.

## Verwaltung
Die Verwaltung des Ingelheimer Grunds lag bei dem so genannten Grundrat, einer aus 100 Mitgliedern bestehenden Versammlung, die halbjährlich in Ober-Ingelheim tagte. Den Vorsitz führte hierbei der Oberschultheiß von Ober-Ingelheim. Jeder Grundort entsandte eine seiner Einwohnerzahl entsprechende Abordnung in den Rat.

### Jurisdiktion
Jeder Ort des Ingelheimer Grundes hatte sein eigenes Ortsgericht. Diese Gerichte tagten an den so genannten gebotenen Ding-Tagen unter dem Vorsitz des Ortsschultheißen und in Anwesenheit mehrerer Schöffen.
Weiterhin tagte dreimal jährlich in Nieder-Ingelheim das Rittergericht. Diese Versammlungen waren ungebotene Ding-Tage, an denen die Teilnahme für alle Einwohner verpflichtend war.
Bedeutung weit über den Ingelheimer Grund hinaus hatte der Ingelheimer Oberhof, der sowohl über die einheitliche Rechtsprechung im Grund wachte, als auch weit über dessen Grenzen hinaus kaiserliches Berufungsgericht war.

## Bezeichnung als Ingelheimer Reich oder Ingelheimer Grund
Der Wandel des Namens hatte vermutlich einen politischen Hintergrund: Für die kurpfälzische Verwaltung war das betroffene Gebiet der Ingelheimer „Grund“, den sie gepachtet und dann ganz übernommen hatte; die hier lebenden Einwohner, die weiterhin auf ihre aus der Reichsunmittelbarkeit stammenden Privilegien pochten, waren in ihrem Selbstverständnis immer noch Einwohner eines „Reichs“-Gebietes.